# Nevares
Nevares es una parroquia española del concejo de Parres, perteneciente a la comunidad autónoma de Asturias. En 2023, tenía empadronados 103 habitantes.